# Campeonato Mundial de Rali
Campeonato Mundial de Rali (World Rally Championship, WRC) é a categoria máxima de rali e é organizado pela FIA disputado  em diversos tipos de terreno (asfalto, terra, neve, lama). Existem campeonatos separados para pilotos, navegadores, construtores e equipas. Em 2022 o campeonato consiste em 13 eventos de rali de três a quatro dias conduzidos em superfícies que variam de terra e asfalto a neve e gelo. Cada rali é geralmente dividido em 15 a 25 classificativas (ou especiais) que são disputadas contra o relógio perfazendo até 350 quilômetros em estradas fechadas.
Os pilotos Sébastien Loeb, Sébastien Ogier, Juha Kankkunen, Tommi Mäkinen e Colin McRae constam entre os campeões mais populares do WRC. Provas como o Rali de Monte Carlo, Rali da Córsega, Rali de Sanremo, Rali da Acrópole, Rali Safári, ou os ralis da Finlândia, Rali da Nova Zelândia e Austrália têm feito frequentemente parte do calendário do WRC.
Hyundai, Toyota e M-Sport Ford são os atuais (2022) construtores. Entre os seus principais pilotos estão Loeb, Ogier, Thierry Neuville, Ott Tänak, Dani Sordo, Elfyn Evans e Kalle Rovenperå.
A pontuação de pilotos e construtores é separada, mas baseada no mesmo sistema de pontos. Permitiu, por exemplo, que Petter Solberg que dirigia pela Subaru pudesse ganhar o campeonato de pilotos enquanto a Citroën ganhou o campeonato de construtores, como aconteceu em 2003, e duas vezes mais em 2006 e 2007 quando Sébastien Loeb o título entre os pilotos mas a Ford ganhou o título de construtores. A competição recebeu primeiramente a designação de WRC em 1973.
A acompanhar o WRC existem 3 categorias de suporte: o Junior World Rally Championship (JWRC, anteriormente a Academia WRC), o World Rally Championship 2 (WRC-2, ex-Super 2000 World Rally Championship), e o World Rally Championship 3 (WRC-3, antes do Campeonato do Mundo de Ralis de Produção) que são disputadas nos mesmos eventos e palcos que o WRC, mas com diferentes regulamentos. Os carros de produção, super 2000 e participantes juniores partem para as classificativas após os pilotos do WRC.

## História

### Início

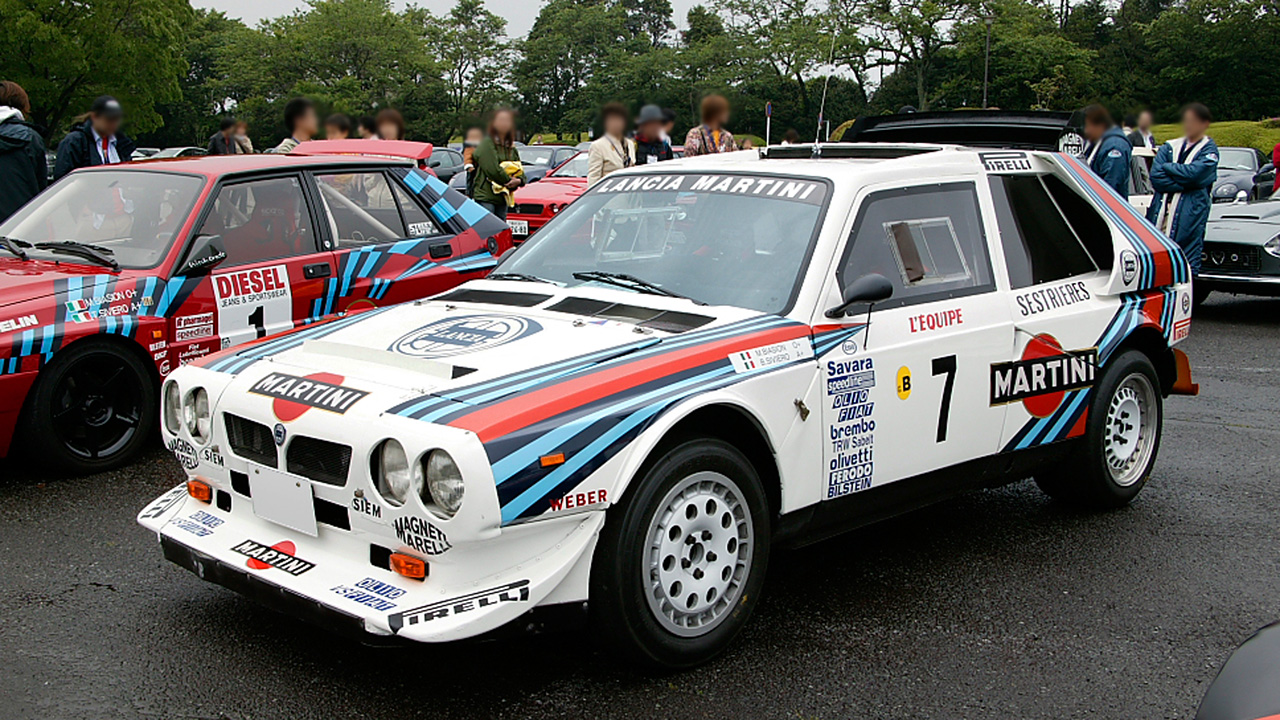
Lancia Delta S4, carro do Grupo B de 1985 e 1986.

O campeonato começou com a temporada de 1973 que teve início no 42ème Rallye Automobile de Monte-Carlo em 19 de janeiro. A temporada teve 13 eventos (ou ralis/rallies), dos quais seis ainda fazem parte da programação do WRC: o Rali de Monte Carlo, Rali da Suécia, Rali da Acrópole (na Grécia), Rali da Finlândia (conhecida também como Rali dos 1000 lagos), Rali da Grã-Bretanha (disputada no País de Gales) e Rali da Córsega. Os eventos em terreno de cascalho formam a maioria das provas desde aquela época.
A Alpine-Renault ganhou o primeiro campeonato mundial de fabricantes com seu Alpine A110, depois a Lancia ganhou o título nos três anos seguintes com o Lancia Stratos, o primeiro carro projetado e fabricado especificamente para ralis. O primeiro título do campeonato mundial para pilotos não foi concedido até 1979, embora as temporadas de 1977 e 1978 incluíram a FIA Cup for Drivers (Copa FIA de pilotos), vencidos respectivamente pelo italiano Sandro Munari e o finlândes Markku Alén. O sueco Björn Waldegård foi o primeiro campeão mundial oficial, vencendo Hannu Mikkola da Finlândia por um ponto. A Fiat ganhou o título de fabricantes com o Fiat 131 Abarth em 1977, 1978 e 1980 enquanto a Ford ganhou em 1979. Em 1980 foi Waldegård seguido pelo alemão Walter Röhrl e depois Ari Vatanen como campeões mundiais de pilotos.

## Estrutura

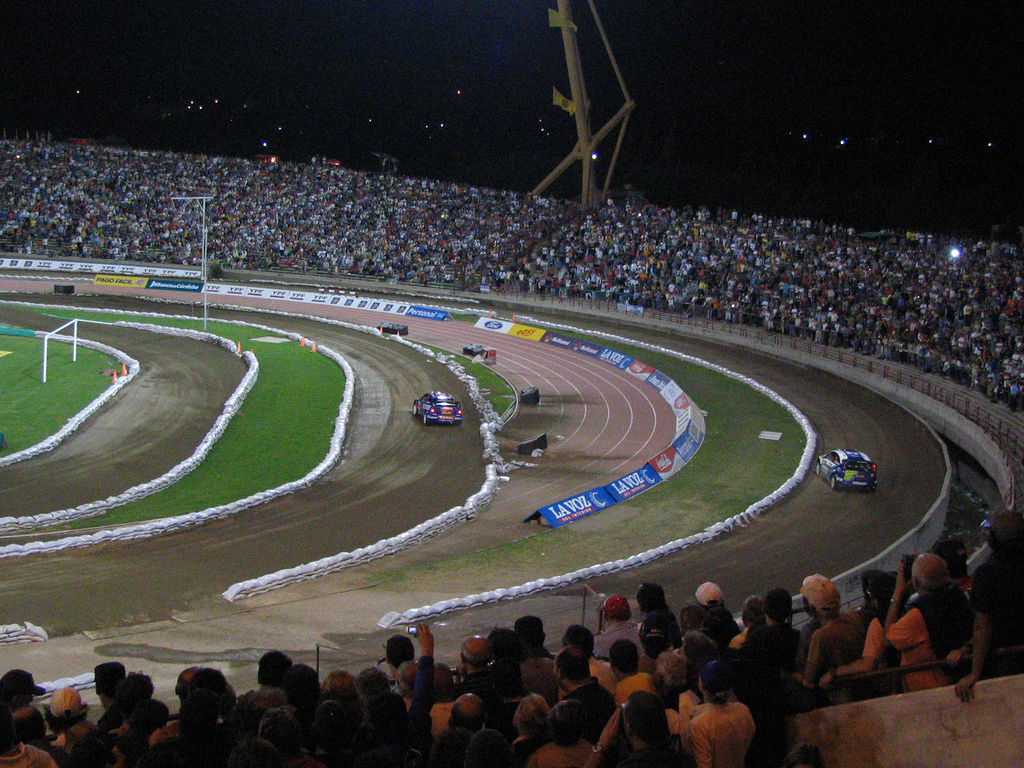
Super estágio especial no Rali da Argentina.

A temporada consiste em 13 ralis pelo mundo com superfícies variadas como asfalto, terra, neve, gelo e cascalho. Existe o campeonato de pilotos e o de construtores, ambos utilizam a mesma pontuação.
Cada etapa costuma ser disputada em três dias, em cada dia são disputados vários estágios, ao final do dia, é dado um tempo de 45 minutos para que as equipes possam consertar possíveis danos ao carro, após isso os carros são guardados em um parque fechado sem acesso às equipes.
Algumas etapas também possuem estágios especiais, dando pontuação bonus aos pilotos, também existem os super estágios especiais, que geralmente são realizados em locais fechados com estrutura para o público como estádios, hipódromos e autódromos.

### Estrutura atual de pontos
| Position | 1° | 2° | 3° | 4° | 5° | 6° | 7° | 8° | 9° | 10° |
| Points   | 25 | 18 | 15 | 12 | 10 | 8  | 6  | 4  | 2  | 1   |

## Carros

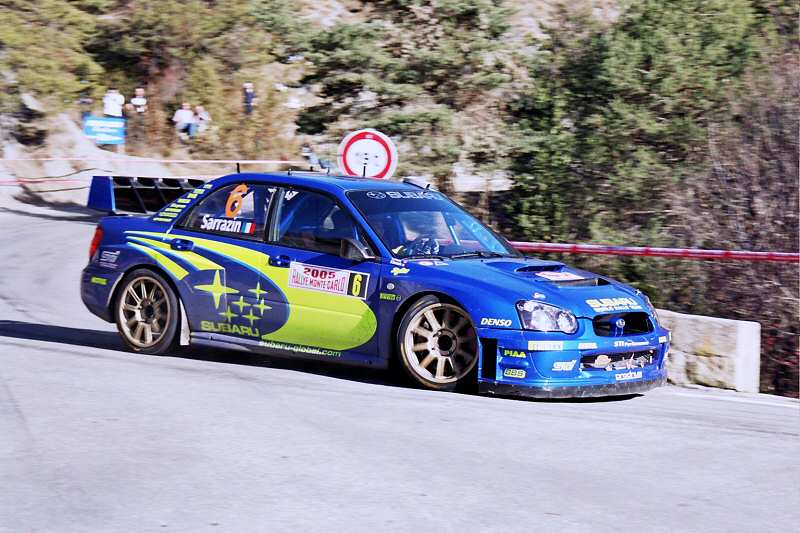
Stephane Sarrazin pilotando um Subaru Impreza WRC no Rali de Monte Carlo.

O campeonato caracteriza-se atualmente por 12 ralis e carros 1.6 L turbo com tração nas quatro rodas construídos de acordo com as especificações World Rally Car correndo em asfalto, cascalho e neve. A potência foi limitada em cerca de 300 bhp (225 kW). Atualmente, entre os carros do campeonato estão incluídos o Citroën C4, Ford Focus e Subaru Impreza. Citroën, Peugeot, Škoda e Mitsubishi não participaram do campeonato de 2006 e esses carros, embora em uso por equipes privadas, tiveram seu desenvolvimento interrompidos. A Citroën retornou para o WRC 2007 usando o Citroën C4. A Suzuki passou a participar em 2008 usando o Suzuki SX4. Em 2009, em virtude da crise financeira mundial, as equipes oficiais das montadoras japonesas Suzuki e Subaru deixaram o campeonato.
O campeonato era antigamente disputado por carros do Grupo A (restringidos em termos de potência, peso, tecnologia e custo total) e do Grupo B (carros com poucas restrições). Porém, por causa da grande potência, falta de confiabilidade e acidentes fatais na temporada 1986, o Grupo B foi permanentemente banido. Posteriormente, em 1997, as regras do Grupo A evoluíram para as especificações World Rally Car, para facilitar o desenvolvimento de novos carros e estimular a entrada de outros fabricantes na competição.
Além do Campeonato Mundial/World Rally Championship existem também o Campeonato Mundial de Rali de Automóveis de Produção (Production World Rally Championship ou PWRC), para carros de passeio homologados sob as regras Grupo N ou Super 2000, e o Campeonato Mundial de Rali Júnior (Junior World Rally Championship ou JWRC) para carros homologados sob as especificações Super 1600, com algumas exceções do Grupo N e Grupo A.

## Provas
Ralis em 2025
| Etapa | Datas                     | Rali                   | Base do evento             | Superfície     |
| ----- | ------------------------- | ---------------------- | -------------------------- | -------------- |
| 01    | 23 a 26 de janeiro        | Rali de Monte Carlo    | Gap                        | asfalto e neve |
| 02    | 13 a 16 de fevereiro      | Rali da Suécia         | Torsby                     | neve e gelo    |
| 03    | 20 a 23 de março          | Rali Safári            | Nairobi                    | terra          |
| 04    | 24 a 27 de abril          | Rally Ilhas Canárias   | Las Palmas de Gran Canaria | asfalto        |
| 05    | 15 a 18 de maio           | Rali de Portugal       | Matosinhos                 | terra          |
| 06    | 5 a 6 de junho            | Rali da Sardenha       | Ólbia                      | terra          |
| 07    | 26 a 29 de junho          | Rali da Acrópole       | Lâmia                      | terra          |
| 08    | 17 a 20 de julho          | Rali da Estónia        | Tartu                      | terra          |
| 09    | 31 de julho a 3 de agosto | Rali da Finlândia      | Jyväskylä                  | terra          |
| 10    | 7 a 10 de Setembro        | Rali do Paraguai       | Encarnación                | terra          |
| 11    | 11 a 14 de setembro       | Rali do Chile          | Concepción                 | terra          |
| 12    | 16 a 19 de outubro        | Rali da Europa Central | Bad Griesbach              | asfalto        |
| 13    | 6 a 9 de novembro         | Rali do Japão          | Toyota                     | asfalto        |
| 14    | 27 a 30 de novembro       | Rali da Arábia Saudita | Jedá                       | terra          |

### Antigos ralis WRC
- Rali da Alemanha
- Rali da Argentina
- Rali do Ártico
- Rali da Austrália
- Rali da Áustria
- Rali da Bulgária
- Rali do Brasil
- Rali do Canadá
- Rali da Catalunha
- Rali da China
- Rali da Córsega
- Rali da Costa do Marfim
- Rali do Chipre
- Rali da Croácia
- Rali da França
- Rali da Indonésia
- Rali da Irlanda
- Rali da Jordânia
- Rali da Letónia
- Rali de Marrocos
- Rali do México
- Rali da Noruega
- Rali da Nova Zelândia
- Rali Olympus
- Rali do País de Gales
- Rali da Polónia
- Press-on-Regardless
- Rali de Sanremo
- Rali da Turquia

## Lista dos pilotos e fabricantes campeões
| Temporada | Campeonato de Pilotos  | Campeonato de Pilotos       | Campeonato de Construtores | Campeonato de Construtores  |
| Temporada | Piloto                 | Carro                       | Construtor                 | Carro                       |
| --- | ---------------------- | --------------------------- | -------------------------- | --------------------------- |
| 2024 | Thierry Neuville       | Hyundai i20 N Rally1        | Toyota                     | Toyota GR Yaris Rally1      |
| 2023 | Kalle Rovanperä        | Toyota GR Yaris Rally1      | Toyota                     | Toyota GR Yaris Rally1      |
| 2022 | Kalle Rovanperä        | Toyota GR Yaris Rally1      | Toyota                     | Toyota GR Yaris Rally1      |
| 2021 | Sébastien Ogier        | Toyota Yaris WRC            | Toyota                     | Toyota Yaris WRC            |
| 2020 | Sébastien Ogier        | Toyota Yaris WRC            | Hyundai                    | Hyundai i20 Coupe WRC       |
| 2019 | Ott Tänak              | Toyota Yaris WRC            | Hyundai                    | Hyundai i20 Coupe WRC       |
| 2018 | Sébastien Ogier        | Ford Fiesta WRC             | Toyota                     | Toyota Yaris WRC            |
| 2017 | Sébastien Ogier        | Ford Fiesta WRC             | Ford                       | Ford Fiesta                 |
| 2016 | Sébastien Ogier        | Volkswagen Polo R WRC       | Volkswagen                 | Volkswagen Polo             |
| 2015 | Sébastien Ogier        | Volkswagen Polo R WRC       | Volkswagen                 | Volkswagen Polo             |
| 2014 | Sébastien Ogier        | Volkswagen Polo R WRC       | Volkswagen                 | Volkswagen Polo             |
| 2013 | Sébastien Ogier        | Volkswagen Polo R WRC       | Volkswagen                 | Volkswagen Polo             |
| 2012 | Sébastien Loeb         | Citroën DS3 WRC             | Citroën                    | Citroën DS3                 |
| 2011 | Sébastien Loeb         | Citroën DS3 WRC             | Citroën                    | Citroën DS3                 |
| 2010 | Sébastien Loeb         | Citroën C4 WRC              | Citroën                    | Citroën C4                  |
| 2009 | Sébastien Loeb         | Citroën C4 WRC              | Citroën                    | Citroën C4                  |
| 2008 | Sébastien Loeb         | Citroën C4 WRC              | Citroën                    | Citroën C4                  |
| 2007 | Sébastien Loeb         | Citroën C4 WRC              | Ford                       | Ford Focus                  |
| 2006 | Sébastien Loeb         | Citroën Xsara WRC           | Ford                       | Ford Focus                  |
| 2005 | Sébastien Loeb         | Citroën Xsara WRC           | Citroën                    | Citroën Xsara               |
| 2004 | Sébastien Loeb         | Citroën Xsara WRC           | Citroën                    | Citroën Xsara               |
| 2003 | Petter Solberg         | Subaru Impreza WRC          | Citroën                    | Citroën Xsara               |
| 2002 | Marcus Grönholm        | Peugeot 206 WRC             | Peugeot                    | Peugeot 206                 |
| 2001 | Richard Burns          | Subaru Impreza WRC          | Peugeot                    | Peugeot 206                 |
| 2000 | Marcus Grönholm        | Peugeot 206 WRC             | Peugeot                    | Peugeot 206                 |
| 1999 | Tommi Mäkinen          | Mitsubishi Lancer Evolution | Toyota                     | Toyota Corolla              |
| 1998 | Tommi Mäkinen          | Mitsubishi Lancer Evolution | Mitsubishi                 | Mitsubishi Lancer Evolution |
| 1997 | Tommi Mäkinen          | Mitsubishi Lancer Evolution | Subaru                     | Subaru Impreza              |
| 1996 | Tommi Mäkinen          | Mitsubishi Lancer Evolution | Subaru                     | Subaru Impreza              |
| 1995 | Colin McRae            | Subaru Impreza              | Subaru                     | Subaru Impreza              |
| 1994 | Didier Auriol          | Toyota Celica               | Toyota                     | Toyota Celica               |
| 1993 | Juha Kankkunen         | Toyota Celica               | Toyota                     | Toyota Celica               |
| 1992 | Carlos Sainz           | Toyota Celica               | Lancia                     | Lancia Delta                |
| 1991 | Juha Kankkunen         | Lancia Delta                | Lancia                     | Lancia Delta                |
| 1990 | Carlos Sainz           | Toyota Celica               | Lancia                     | Lancia Delta                |
| 1989 | Massimo 'Miki' Biasion | Lancia Delta                | Lancia                     | Lancia Delta                |
| 1988 | Massimo 'Miki' Biasion | Lancia Delta                | Lancia                     | Lancia Delta                |
| 1987 | Juha Kankkunen         | Lancia Delta                | Lancia                     | Lancia Delta                |
| 1986 | Juha Kankkunen         | Peugeot 205                 | Peugeot                    | Peugeot 205                 |
| 1985 | Timo Salonen           | Peugeot 205                 | Peugeot                    | Peugeot 205                 |
| 1984 | Stig Blomqvist         | Audi Quattro                | Audi                       | Audi Quattro                |
| 1983 | Hannu Mikkola          | Audi Quattro                | Lancia                     | Lancia Rally 037            |
| 1982 | Walter Röhrl           | Opel Ascona 400             | Audi                       | Audi Quattro                |
| 1981 | Ari Vatanen            | Ford Escort RS1800          | Talbot                     | Talbot Sunbeam Lotus        |
| 1980 | Walter Röhrl           | Fiat 131 Abarth             | Fiat                       | Fiat 131 Abarth             |
| 1979 | Björn Waldegård        | Ford Escort RS1800*         | Ford                       | Ford Escort RS1800          |
| 1978 | Markku Alén***         | Fiat 131 Abarth**           | Fiat                       | Fiat 131 Abarth             |
| 1977 | Sandro Munari***       | Lancia Stratos HF           | Fiat                       | Fiat 131 Abarth             |
| 1976 |                        |                             | Lancia                     | Lancia Stratos HF           |
| 1975 |                        |                             | Lancia                     | Lancia Stratos HF           |
| 1974 |                        |                             | Lancia                     | Lancia Stratos HF           |
| 1973 |                        |                             | Alpine Renault             | Alpine Renault A110 1800    |
| * - Björn Waldegård pilotou um Mercedes 450 SLC em dois ralis em 1979                                                    |                        |                             |                            |                             |
| ** - Markku Alén pilotou um Lancia Stratos HF em dois ralis em 1978                                                      |                        |                             |                            |                             |
| *** - Em 1977 e 1978, o campeonato de pilotos era conhecido como FIA Cup for Rally Drivers (Copa FIA de pilotos de rali) |                        |                             |                            |                             |

## Outras classes

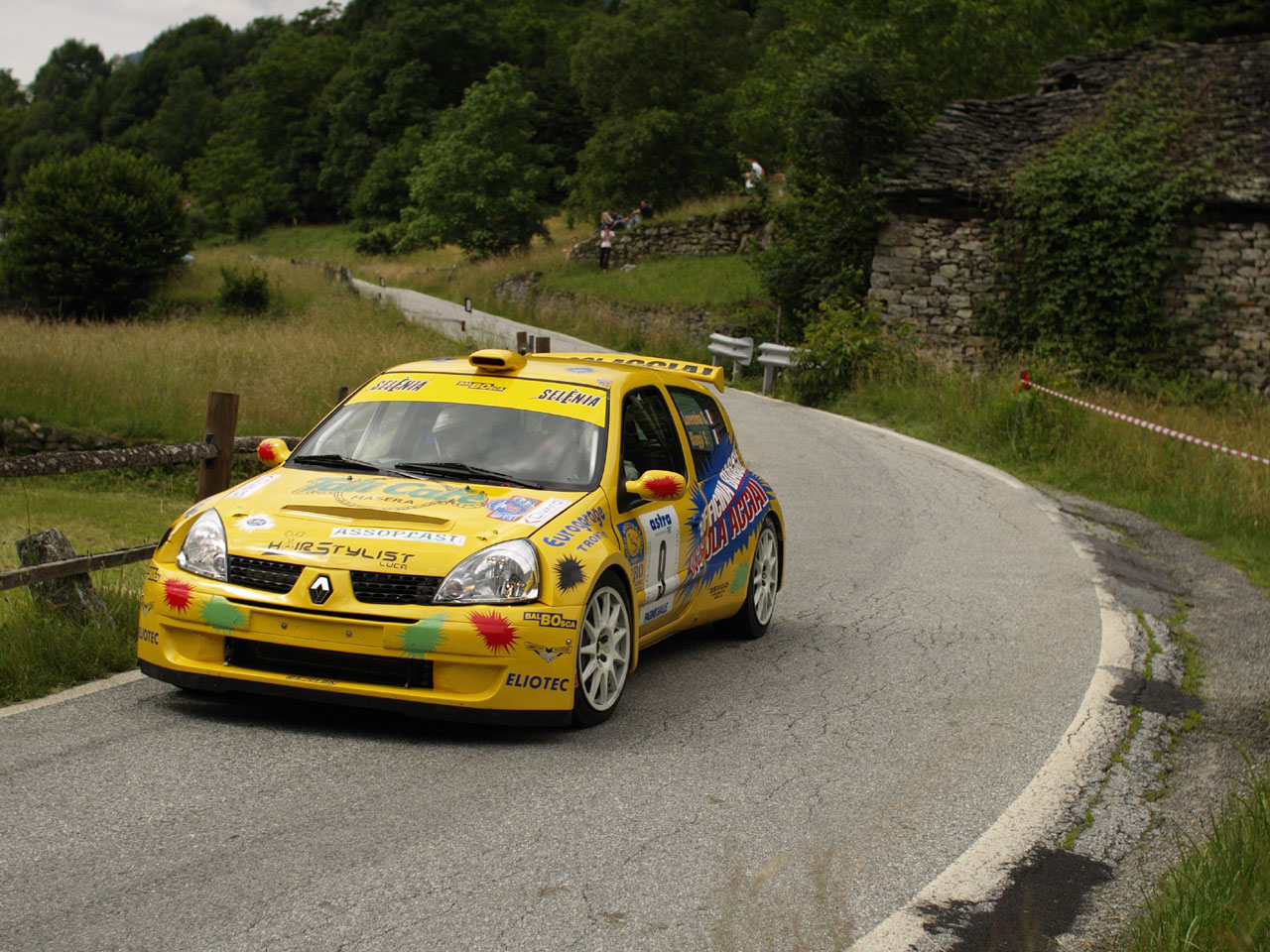
Um Renault Clio classe Super 1600.

O campeonato mundial de rali possui também dois campeonatos de apoio conhecidos como Campeonato Mundial de Rali de Automóveis de Produção (Production car World Rally Championship, P-WRC) e Campeonato Mundial de Rali Júnior (Junior World Rally Championship, J-WRC).
O campeonato de automóveis de produção começou a ser disputado em 2002, substituindo a Copa FIA Grupo N que era disputada desde 1987. Os carros no campeonato são baseados nos veículos de produção e homologados sobre a regras do Grupo N ou Super 2000. O campeonato júnior teve início em 2001, e pode ser disputado por carros Super 1600, Grupo N ou Grupo A. Os pilotos no campeonato deve ter 28 anos ou menos. Limite que não se aplica ao co-piloto.

## Videogames
Existem muitos videogames baseados no campeonato mundial, e por muitas vezes não serem licenciados pela FIA, muitos tratam de carros, pilotos ou eventos específicos. Sega Rally foi lançado em 1995, V-Rally e Top Gear Rally em 1997 e o primeiro jogo da popular série Colin McRae Rally em 1998. Rally Trophy, lançado em 2001 para Windows pela Bugbear Entertainment, deu destaque para carros históricos como o Alpine A110 e Lancia Stratos. RalliSport Challenge, lançado em 2002 para Windows e Xbox pela Digital Illusions CE, apresentava carros clássicos do Grupo B e modelos hillclimb além de carros WRC modernos.
O primeiro jogo com a licença da FIA foi lançado em 2001 pela Evolution Studios para PlayStation 2. A série teve seu quinto jogo, WRC: Rally Evolved, lançado em 2005. O simulador Richard Burns Rally, lançado em 2004 para diversas plataformas, conquistou reconhecimento por seu realismo. Entre os jogos recentes de rali podem ser citados Colin McRae: Dirt e Sega Rally Revo.